# Noël Van Clooster
Noël Van Clooster o Vanclooster (Torhout, 2 de diciembre de 1943) fue un ciclista belga que fue profesional entre 1965 y 1975. Combinó la carretera con el ciclismo en pista.

## Palmarés
- 1965
  - Campeón de Bélgica en ruta de independientes
  - 1º en la Vuelta a Bélgica amateur y vencedor de 4 etapas
  - 1º en la Kattekoers
  - Vencedor de una etapa del Tour norteño
- 1966
  - Campeón de Bélgica en derny
  - 1º en el Circuito de las Ardenes flamencas
- 1967
  - 1º en la Flecha costera
  - 1º en el Gran Premio Marcel Kint
- 1968
  - Vencedor de una etapa de la Vuelta en Andalucía
- 1969
  - 1º en el Circuito de Houtland
- 1970
  - 1º en el Campeonato de Flandes
- 1971
  - 1º en la Bruselas-Ingooigem
- 1972
  - 1º en la Flecha costera

### Resultados al Tour de Francia
- 1967. 16.º de la clasificación general
- 1969. Abandona
- 1972. 77.º de la clasificación general
- 1974. 70.º de la clasificación general

### Resultados a la Vuelta en España
- 1974. 23.º de la clasificación general

### Resultados al Giro de Italia
- 1970. Abandona
- 1971. 54.º de la clasificación general